# Galvão Engenharia
A Galvão Engenharia fundada em 1996 é uma empresa brasileira que atua na prestação de serviços de engenharia e construção para setores de grande relevância como óleo e gás; energia elétrica; infraestrutura rodoviária, aeroviária, portuária, ferroviária e urbana; saneamento básico e construção industrial. A companhia já é uma das maiores empresas do setor no país.
A empresa atua como parceira geradora de soluções integradas de engenharia,estruturação financeira, processos, produtos e qualidade ambiental, a serviço de clientes públicos e privados que exigem qualidade técnica e desempenho operacional e econômico. Em 2009, seu faturamento bruto
atingiu R$ 2,1 bilhões, com um quadro de 5.202 colaboradores diretos.